# Алфейзеран
Алфейзеран (порт. Alfeizerão) — район (фрегезия) в Португалии, входит в округ Лейрия. Является составной частью муниципалитета Алкобаса. По старому административному делению входил в провинцию Эштремадура. Входит в экономико-статистический субрегион Оэште, который входит в Центральный регион. Население составляет 3849 человек на 2001 год. Занимает площадь 27,81 км².
Покровителем района считается Иоанн Креститель (порт. João Baptista).